# Little Munden
Little Munden lub Munden-Frewell – wieś i civil parish w Anglii, w Hertfordshire, w dystrykcie East Hertfordshire. W 2011 civil parish liczyła 952 mieszkańców. Little Munden jest wspomniana w Domesday Book (1086) jako Mundane.